# Addy Engels
Addy Engels (Zwartemeer, 16 juni 1977) is een Nederlands wielerploegleider en voormalig wielrenner.

## Biografie
Addy Engels werd professional in 2000, maar deed al jong aan wielrennen, in navolging van zijn oudere broer Allard. Engels werd Nederlands kampioen bij de junioren (in 1994 en 1995) en de beloften (1998). In 2000 werd hij prof bij Rabobank.
In zijn eerste jaar als professional mocht hij meteen starten in de Ronde van Italië, die hij ook uitreed. Dit herhaalde hij in 2002, toen hij bovendien zijn debuut maakte in de Ronde van Frankrijk, ook deze reed hij uit. Engels kon behoorlijk meekomen in de bergen, maar grote successen bleven uit. De derde plaats in een etappe van de Ronde van Murcia van 2003 was zijn enige podiumplaats, al is de 24e plaats in de Giro van 2002 wellicht aansprekender. Uiteindelijk kreeg Engels voor 2004 geen nieuw contract aangeboden bij Rabobank en ging voor het kleinere Bankgiroloterij rijden. Ook hier reed Engels weinig opvallende resultaten en toen de ploeg aan het eind van dat jaar ophield te bestaan, leek Engels' carrière ten einde.
Toen bleek echter dat het Belgische Quick Step-Innergetic, een van de ProTour-ploegen in Engels geïnteresseerd was. Engels wist in de twaalfde etappe van de Giro in 2006 een knappe prestatie te leveren. Hij werd in deze etappe tweede op vijf seconden van winnaar Joan Horrach.
In 2008 en 2009 werd Engels door Quick Step geselecteerd voor de Ronde van Italië, hij reed hem in beide jaren uit. In 2009 werd hij de eerste Nederlandse wielrenner die zeven keer aan een Giro deelnam (en uitreed). Johan van der Velde en Wout Wagtmans kwamen tot zes deelnames.
Op 8 oktober 2011 werd bekend dat hij stopte als renner, en aan de slag zou gaan als ploegleider bij Skil-Shimano; een week eerder was bekendgemaakt dat er geen ruimte meer voor hem was bij Omega Pharma-Quickstep. Op 11 oktober 2011 reed hij zijn laatste koers, de Nationale Sluitingsprijs. In het seizoen van 2012 ging hij aan de slag als ploegleider bij Argos-Shimano, dat toen nog de naam Project 1t4i droeg. Eind 2015 werd bekend dat hij de overstap naar Team LottoNL-Jumbo zou maken.

## Belangrijkste overwinningen
1994
 Nederlands kampioen op de weg, Junioren
1995
 Nederlands kampioen op de weg, Junioren
1998
 Nederlands kampioen op de weg, Beloften
1999
Proloog Triptyque Ardennais

## Resultaten in voornaamste wedstrijden
| Jaar | Ronde van Italië | Ronde van Frankrijk | Ronde van Spanje |
| ---- | ---------------- | ------------------- | ---------------- |
| 2000 | 80e              |                     |                  |
| 2001 |                  |                     | 84e              |
| 2002 | 24e              | 94e                 |                  |
| 2003 |                  |                     | 114e             |
| 2004 |                  |                     |                  |
| 2005 | 69e              |                     |                  |
| 2006 | 84e              |                     | 124e             |
| 2007 | 81e              |                     | 83e              |
| 2008 | 105e             |                     |                  |
| 2009 | 112e             |                     |                  |
| 2010 | 126e             |                     |                  |
| 2011 | 110e             | 146e                |                  |

| Jaar | Amstel Gold Race | Luik-Bast.‑Luik | Waalse Pijl | Clásica San Sebastián |  | WK op de weg |  | Wereldranglijsten |
| ---- | ---------------- | --------------- | ----------- | --------------------- |  | ------------ |  | ----------------- |
| 2000 |                  |                 |             |                       |  | opgave       |  |                   |
| 2001 |                  | opgave          |             |                       |  |              |  |                   |
| 2002 |                  |                 |             | 144e                  |  |              |  |                   |
| 2003 |                  |                 |             |                       |  |              |  |                   |
| 2004 | opgave           |                 |             |                       |  |              |  |                   |
| 2005 | 76e              | 43e             | 104e        |                       |  |              |  |                   |
| 2006 | 102e             | 103e            | 133e        | 146e                  |  |              |  | 170e (UPT)        |
| 2007 | 122e             | opgave          |             |                       |  |              |  |                   |
| 2008 | 120e             |                 | 66e         |                       |  |              |  |                   |
| 2009 | 118e             | 73e             | 123e        |                       |  |              |  |                   |
| 2010 | 118e             |                 | opgave      |                       |  |              |  |                   |
| 2011 | 41e              | 45e             | 79e         | 86e                   |  |              |  |                   |

## Ploegen
- 2000 –  Rabobank
- 2001 –  Rabobank
- 2002 –  Rabobank
- 2003 –  Rabobank
- 2004 –  Bankgiroloterij
- 2005 –  Quick Step-Innergetic
- 2006 –  Quick Step-Innergetic
- 2007 –  Quick Step-Innergetic
- 2008 –  Quick Step
- 2009 –  Quick Step
- 2010 –  Quick Step
- 2011 –  Quick Step Cycling Team

Wielerploegen van Addy Engels
Aebersold ·
den Bakker ·
Boerman ·
van Bon ·
Boogerd ·
Boven ·
Dekker ·
Duijn · 
Engels ·
Groenendaal ·
de Groot ·
Hayman · 
de Jongh ·
de Knegt ·
Kroon ·
Lotz ·
Niermann ·
Nys ·
van der Poel (tot 28/02) ·
Pronk ·
Sørensen ·
Vierhouten ·
Wauters ·
B. Zberg ·
M. Zberg ·
Traksel (stagiair) 
den Bakker ·
Boerman ·
Boogerd ·
Boven ·
Dekker ·
Duijn · 
Engels ·
Groenendaal ·
de Groot ·
Hayman · 
de Jongh ·
de Knegt ·
Kroon ·
Lotz ·
Löwik ·
Niermann ·
Nys ·
Pronk ·
Traksel ·
Veneberg ·
Verheyen ·
Vierhouten ·
Wauters ·
B. Zberg ·
M. Zberg
den Bakker ·
Boerman ·
Boogerd ·
Boven ·
Dekker ·
Duijn · 
Engels ·
Groenendaal ·
de Groot ·
Hayman · 
de Jongh ·
Kroon ·
Leipheimer ·
Lotz ·
Mutsaars ·
Niermann ·
Nys ·
Pronk ·
Sentjens ·
Traksel ·
Veneberg ·
Verheyen ·
Wauters ·
B. Zberg ·
M. Zberg
den Bakker ·
Bartko ·
Boogerd ·
Boven ·
Dekker ·
De Weert ·
Engels ·
Freire · 
de Groot ·
Hayman · 
Hunter ·
de Jongh ·
Kroon ·
Leipheimer ·
Lotz ·
Mutsaars ·
Niermann ·
Nys ·
Rasmussen ·
Sentjens ·
Traksel ·
Veneberg ·
Wauters ·
Wielinga ·
Zberg ·
Dekkers (stagiair) ·
Elijzen (stagiair) ·
de Kort (stagiair) 
Andresen ·
Bak ·
Blijlevens ·
Bos ·
ten Dam ·
van Dulmen ·
Engels ·
Johansen ·
van Katwijk ·
Kemna ·
van der Kooij ·
Petersen ·
Pronk ·
Smink ·
van der Ven ·
Vries · 
van der Wal
Bettini  · Boonen  · Bramati · Christensen · Cretskens · De Fauw · De Weert · Engels · Garrido · Hulsmans · Knaven · Lotz · Mercado · Moreni · Nuyens · Paolini · Pecharroman · Pozzato · Rogers     · Rosseler · Sinkewitz · Tankink · Trenti · Van Goolen · Vanthourenhout (tot 28/02) · Verbrugghe · Viganò · Weylandt · Zanini · Melis (stagiair) · Neirynck (stagiair) · Santaromita (stagiair)
Baguet · Bettini   · Boonen  · Bramati · Chicchi · Cretskens · De Weert · Engels · Gárate · Garrido · Hulsmans · de Jongh · Knaven · Nuyens · Pozzato · Rosseler · Rujano · Santaromita · Scarselli · Schwab · Tankink · Tosatto · Trenti · Van De Walle · Van Impe · Vasseur · Verheyen · Viganò · Weylandt · Wielinga · Grabovski (stagiair) · Proni (stagiair) · Vantomme (stagiair)
Baguet · Barredo · Bettini   · Boonen · Cretskens · Engels · Facci · Gárate · Grabovski · Hulsmans · de Jongh · Proni · Rosseler · Santaromita · Scarselli · Schwab · Seeldraeyers · Steegmans · Tankink · Tonti · Tosatto · Van De Walle · Van Impe · Van Petegem · Vasseur · Verheyen · Viganò · Visconti · Weylandt · Wynants · Moerman (stagiair) · Neirynck (stagiair) · Vermeersch (stagiair)
Barredo · Bettini   · Boonen · Carrara · Cretskens · Davis · Devolder · Jefimkin · Engels · Facci · Gárate · Grabovski · Hulsmans · de Jongh · Kvist · Proni · Rosseler · Scarselli · Schwab · Seeldraeyers · Steegmans · Tonti · Tosatto · Van De Walle · Van Impe · Viganò · Visconti · Weylandt · Wynants · Joseph (stagiair) · Malacarne (stagiair)
Barredo · Boonen · Cataldo · Chavanel · Cornu · Davis · de Jongh · De Weert · Devenyns · Devolder · Engels · Facci · Hovelijnck · Hulsmans · Koenitski · Kvist · Malacarne · Pineau · Reda · Rosseler · Samojlaw · Schwab · Seeldraeyers · Tosatto · Van De Walle · Van Impe · Velo · Weylandt · Wynants · Robert (stagiair)
Barredo · Boonen · Cataldo · Chavanel · De Weert · Devenyns · Devolder · Engels · Facci · Hovelijnck · Hulsmans · Keisse · Koenitski · Kvist · Maes · Malacarne · Pineau · Reda · Samojlaw · Seeldraeyers · Stauff · Tosatto · Van De Walle · Van Impe · Velo · Weylandt · Wynants · Robert (stagiair) · Van Keirsbulck (stagiair)
Bandiera · Boonen · Cappelle · Cataldo · Chavanel · Chicchi · Ciolek · De Weert · Devenyns · Engels · Keisse · de Maar · Maes · Malacarne · Pineau · Reda · Robert · Seeldraeyers · Stauff · Steegmans · Štybar · Terpstra · Tratnik · Vandewalle · Van Impe · Van Keirsbulck · Vermote · Trentin (stagiair)